# Jasmineira bermudensis
Jasmineira bermudensis är en ringmaskart som beskrevs av Hartman 1965. Jasmineira bermudensis ingår i släktet Jasmineira och familjen Sabellidae. Inga underarter finns listade i Catalogue of Life.